# Liste der Stolpersteine in Wetzlar
Die Liste der Stolpersteine in Wetzlar führt die vom Künstler Gunter Demnig verlegten Stolpersteine in der Kreisstadt Wetzlar im Lahn-Dill-Kreis in Hessen auf, die an das Schicksal der Menschen erinnern, die im Nationalsozialismus ermordet, deportiert, vertrieben oder in den Suizid getrieben wurden. Auf dem Stadtgebiet von Wetzlar wurden bei bisher einer Verlegeaktion sechs Stolpersteine an fünf Verlegeorten verlegt. 19 weitere Stolpersteine wurden am 8. September 2015 in der Wetzlarer Altstadt verlegt. Die Tabelle ist teilweise sortierbar; die Grundsortierung erfolgt alphabetisch nach dem Verlegungsort.

## Wetzlar
| Bild | Name                          | Standort                         | Verlegedatum  | Inschrift | Leben |
| --- | ----------------------------- | -------------------------------- | ------------- | --- | --- |
| (Lage) (Paten: Monika und Karsten Porezag)                                                                 | Lina Sara Wollmann, geb. Lyon | Brodschirm 8/10 (Standort)       | 22. Okt. 2009 | HIER WOHNTE LINA WOLLMANN GEB. LYON JG. 1912 DEPORTIERT 1943 AUSCHWITZ ERMORDET                                                       | Lina Sara Wollmann, geboren als Lina Sara Lyon, (* 17. Mai 1912 in Wetzlar; † September 1944 im KZ Auschwitz-Birkenau) war die Tochter von Josef und Berta Lyon. Sie wurde am 11. Juni 1943 durch Gestapo und Schutzpolizei verhaftet und nach Frankfurt am Main verschleppt. Im Oktober 1943 wurde sie in das Vernichtungslager Auschwitz deportiert und im September 1944 ermordet. In der Todesnachricht an ihren Mann Friedrich Wollmann wurde das Todesdatum mit „11. September 1944 um 10 Uhr 40 Minuten“ angegeben. |
| (Lage) (Patin: Gisela Jäckel, geb. Best)                                                                   | Rosa Best, geb. Lyon          | Krämerstraße 17 (Standort)       | 22. Okt. 2009 | HIER WOHNTE ROSA BEST GEB. LYON JG. 1910 DEPORTIERT 1943 AUSCHWITZ ERMORDET                                                           | Rosa Best, geboren als Rosa Lyon, (* 15. Dezember 1910 in Wetzlar; † im KZ Auschwitz-Birkenau) war die Tochter von Josef und Berta Lyon. Am 26. Mai 1943 wurde sie von der Gestapo Frankfurt am Main „zur Erörterung“ vorgeladen und verhaftet. Nach sechs Monaten in Gestapohaft wurde sie in das Vernichtungslager Auschwitz deportiert und ermordet. In der Todesnachricht an ihren Mann Wilhelm Best hieß es „am 21. Januar 1944 an akutem Magen-Darmkatarrh“ verstorben. |
| (Lage) (Paten: Klaus Kirdorf und Gesellschaft für Christlich-Jüdische Zusammenarbeit Gießen-Wetzlar e. V.) | Berta Lyon, geb. Moses        | Liebfrauenberg 1 (Standort)      | 22. Okt. 2009 | HIER WOHNTE BERTA LYON GEB. MOSES JG. 1881 DEPORTIERT 1942 IZBICA ERMORDET                                                            | Berta Lyon, geboren als Berta Moses, (* 25. September 1881 in Braunfels; † in Izbica) war verheiratet mit dem jüdischen Altwarenhändler Josef Lyon. Das Ehepaar hatte fünf Kinder: - Hermann (im 2. Lebensmonat verstorben) - Henriette, verh. Keuchler, (* 25. September 1907) überlebte - Rosa, verh. Best, (* 15. Dezember 1910) wurde ermordet - Lina, verh. Wollmann, (* 17. Mai 1912) wurde ermordet - Paula, verh. Weber, (* 29. Juli 1913) wurde ermordet Am 13. April 1940 wurde das Ehepaar Lyon verhaftet und nach Frankfurt am Main verbracht und von dort am 8. Mai 1942 aus „nach dem Osten evakuiert“. Sie wurde im Ghetto Izbica ermordet. |
| (Lage) (Paten: Klaus Kirdorf und Gesellschaft für Christlich-Jüdische Zusammenarbeit Gießen-Wetzlar e. V.) | Josef Lyon                    | Liebfrauenberg 1 (Standort)      | 22. Okt. 2009 | HIER WOHNTE JOSEF LYON JG. 1883 DEPORTIERT 1942 ERMORDET                                                                              | Josef Lyon (* 3. Juni 1883 in Frankfurt am Main; † unbekannt) war der Sohn von Hermann Lyon und Chaja geb. Tumpowski, war ein jüdischer Altwarenhändler und verheiratet mit Berta Lyon, geb. Moses. Das Ehepaar hatte fünf Kinder: - Hermann (im 2. Lebensmonat verstorben) - Henriette, verh. Keuchler, (* 25. September 1907) überlebte - Rosa, verh. Best, (* 15. Dezember 1910) wurde ermordet - Lina, verh. Wollmann, (* 17. Mai 1912) wurde ermordet - Paula, verh. Weber, (* 29. Juli 1913) wurde ermordet Er wurde am 10. November 1933 von der Polizei „in Schutzhaft genommen“ und zunächst in das Konzentrationslager Buchenwald deportiert, von wo aus er aber später wieder nach Wetzlar zurückkehren konnte. Am 13. April 1940 wurde das Ehepaar Lyon verhaftet und nach Frankfurt am Main verbracht und von dort am 8. Mai 1942 aus „nach dem Osten evakuiert“.                  |
| (Lage) (Patin: Brigitte Lenhard, geb. Moses)                                                               | Salomon Moses                 | Pfannenstielsgasse 13 (Standort) | 22. Okt. 2009 | HIER WOHNTE SALOMON MOSES JG. 1879 VERHAFTET 1938 BUCHENWALD ERMORDET                                                                 | Salomon (Salli) Moses (* 5. August 1879 in Braunfels; † 26. Dezember 1938 im KZ Buchenwald) war ein jüdischer Altwarenhändler und seit dem 4. Dezember 1902 mit der nichtjüdischen Dienstmagd Katharina Moses, geb. Simon verheiratet. Das Ehepaar hatte sieben Kinder: - Paula (* 26. Februar 1902 in Gießen) - Ella (* 24. August 1903 in Gießen) - Elsa (* 28. Dezember 1905 in Gießen) - Emmy (* 15. Februar 1909 in Gießen) - Paul (* 8. Juli 1914 in Wetzlar) - Otto Friedrich (* 13. April 1915 in Wetzlar) - Hans (* 12. November 1917 in Wetzlar) Am 10. November 1933 wurde er von der Polizei „in Schutzhaft genommen“ und tags darauf nach Frankfurt am Main in ein Sammellager in der Festhalle Frankfurt verbracht von wo aus er noch am selben Tag in das Konzentrationslager Buchenwald (Häftlingsnummer 30.446) deportiert wurde. Hier wurde er am 26. Dezember 1938 ermordet. |
| (Lage) (Paten: Monika und Karsten Porezag)                                                                 | Paula Weber, geb. Lyon        | Zuckergasse 5 (Standort)         | 22. Okt. 2009 | HIER WOHNTE PAULA WEBER GEB. LYON JG. 1913 DEPORTIERT 1943 AUSCHWITZ ERMORDET                                                         | Paula Sara Weber, geboren als Paula Sara Lyon, (* 29. Juli 1913 in Wetzlar; † im KZ Auschwitz-Birkenau) war die Tochter von Josef und Berta Lyon und seit dem 7. November 1931 mit der nichtjüdischen Leitz-Arbeiter Max Weber verheiratet. Das Ehepaar hatte fünf Kinder: - Heinrich (* 9. April 1932) - Günther (* 3. August 1933) - Paula (* 4. Juni 1937) - Herbert (* 31. März 1939) - Hans-Dieter (* 19. November 1942) Am 7. Juni 1943 wurde sie von der Gestapo Frankfurt am Main vorgeladen und verhaftet. Später wurde sie aus der Gestapohaft in das Vernichtungslager Auschwitz deportiert und ermordet. In der Todesnachricht an ihren Mann hieß es „am 8. Dezember 1943 um 11 Uhr 25 Minuten“ verstorben. |
| (Lage) | Martha Levy                   | Gewandsgasse 12 (Standort)       | 8. Sep. 2015  | HIER WOHNTE MARTHA LEVY JG. 1905 DEPORTIERT 1942 ERMORDET IN SOBIBOR                                                                  | Martha Levy (* 11. März 1905 in Dudweiler; verschollen) Deportation: 10. Juni 1942 nach Sobibor |
| (Lage) | Mathilde Levy, geb. Löb       | Gewandsgasse 12 (Standort)       | 8. Sep. 2015  | HIER WOHNTE MATHILDE LEVY GEB. LÖB JG. 1874 DEPORTIERT 1942 THERESIENSTADT ERMORDET 29.9.1942 TREBLINKA                               | Mathilde Levy, geb. Loeb (* 4. Mai 1874 in Wetzlar; † 19. September 1942 in Treblinka) Deportation: 28. August 1942 |
| (Lage) | Rosa Löb                      | Gewandsgasse 12 (Standort)       | 8. Sep. 2015  | HIER WOHNTE ROSA LÖB JG. 1883 DEPORTIERT 1942 ERMORDET IN THERESIENSTADT                                                              | Rosa Löb (* 19. Mai 1883 in Wetzlar; verschollen) Deportation: 10. Juni 1942 nach Sobibor |
| (Lage) | Moritz Wertheim               | Silhöfer Straße 6 (Standort)     | 8. Sep. 2015  | HIER WOHNTE MORITZ WERTHEIM JG. 1889 'SCHUTZHAFT' 1938 BUCHENWALD DEPORTIERT 1942 THERESIENSTADT 1942 TREBLINKA ERMORDET              | |
| (Lage) | Klara Schloss                 | Lahnstraße 28 (Standort)         | 8. Sep. 2015  | HIER WOHNTE KLARA SCHLOSS GEB. STERN JG. 1882 DEPORTIERT 1942 ERMORDET IN SOBIBOR                                                     | |
| (Lage) | Eva Moses                     | Langgasse 17 (Standort)          | 8. Sep. 2015  | HIER WOHNTE EVA MOSES GEB. ZEITIN JG. 1903 DEPORTIERT 1942 ERMORDET IN SOBIBOR                                                        | |
| (Lage) | Isidor Moses                  | Langgasse 17 (Standort)          | 8. Sep. 2015  | HIER WOHNTE ISIDOR MOSES JG. 1872 SCHUTZHAFT 1938 BUCHENWALD DEPORTIERT 1942 THERESIENSTADT 1942 TREBLINKA ERMORDET                   | |
| (Lage) | Manfred Moses                 | Langgasse 17 (Standort)          | 8. Sep. 2015  | HIER WOHNTE Manfred MOSES JG. 1935 DEPORTIERT 1942 ERMORDET IN SOBIBOR                                                                | |
| (Lage) | Max Moses                     | Langgasse 17 (Standort)          | 8. Sep. 2015  | HIER WOHNTE MAX MOSES JG. 1908 SCHUTZHAFT 1938 BUCHENWALD DEPORTIERT 1942 MAJDANEK ERMORDET 1.8.1942                                  | |
| (Lage) | Bertha Moses                  | Langgasse 17 (Standort)          | 8. Sep. 2015  | HIER WOHNTE BERTA MOSES GEB. BERNHARD JG. 1896 UNFREIWILLIG VERZOGEN 1936 FRANKFURT DEPORTIERT 1941 KOWNO FORT IX ERMORDET 25.11.1942 | |
| (Lage) | Hugo Moses                    | Langgasse 17 (Standort)          | 8. Sep. 2015  | HIER WOHNTE HUGO MOSES JG. 1901 UNFREIWILLIG VERZOGEN 1936 FRANKFURT DEPORTIERT 1941 KOWNO FORT IX ERMORDET 25.11.1942                | |
| (Lage) | Ruth Moses                    | Langgasse 17 (Standort)          | 8. Sep. 2015  | HIER WOHNTE RUTH MOSES JG. 1932 UNFREIWILLIG VERZOGEN 1936 FRANKFURT DEPORTIERT 1941 KOWNO FORT IX ERMORDET 25.11.1942                | |
| (Lage) | Clothilde Salomon             | Karl-Kellner-Ring 41 (Standort)  | 8. Sep. 2015  | HIER WOHNTE CLOTHILDE SALOMON GEB. LENDE JG. 1876 DEPORTIERT 1942 THERESIENSTADT ERMORDET 6.3.1944                                    | |
| (Lage) | Moritz Salomon                | Karl-Kellner-Ring 41 (Standort)  | 8. Sep. 2015  | HIER WOHNTE MORITZ SALOMON JG. 1874 DEPORTIERT 1942 THERESIENSTADT ERMORDET 13.2.1943                                                 | |
| (Lage) | Emmy Wetzstein                | Karl-Kellner-Ring 41 (Standort)  | 8. Sep. 2015  | HIER WOHNTE EMMY WETZSTEIN GEB. THALBERG JG. 1889 DEPORTIERT 1942 ERMORDET IN SOBIBOR                                                 | |
| (Lage) | Friedrich Wetzstein           | Karl-Kellner-Ring 41 (Standort)  | 8. Sep. 2015  | HIER WOHNTE FRIEDRICH WETZSTEIN JG. 1888 SCHUTZHAFT 1938 BUCHENWALD DEPORTIERT 1942 ERMORDET IM BESETZTEN POLEN                       | |
| (Lage) | Liesa Wetzstein               | Karl-Kellner-Ring 41 (Standort)  | 8. Sep. 2015  | HIER WOHNTE LIESA WETZSTEIN JG. 1922 DEPORTIERT 1942 ERMORDET IN SOBIBOR                                                              | |
| (Lage) | Jenny Hamburger               | Gürtlergasse 3 (Standort)        | 8. Sep. 2015  | HIER WOHNTE JENNY HAMBURGER JG. 1861 DEPORTIERT 1942 THERESIENSTADT 1942 TREBLINKA ERMORDET                                           | |
| (Lage) | Elisabeth Debus               | Unter dem Nussbaum 55 (Standort) | 8. Sep. 2015  | HIER WOHNTE ELISABETH DEBUS JG. 1908 EINGEWIESEN 15.7.1940 ANSTALT SCHEUERN 'VERLEGT' 1.7.1941 HADAMAR ERMORDET 1.7.1941 AKTION T4    | |